# Čepičkovo dub na Pile
Čepičkovo dub na Pile je památný strom v Česku, který roste v blízkosti obce Nemanice v nadmořské výšce 575 m. Podle měření z roku 2016 má tento dub letní (Quercus robur) obvod kmene 394 cm, výšku 25 metrů a jeho stáří bylo odhadnuto na 200 let. Chráněn je od roku 2016 pro svůj vzrůst, věk a jako krajinná dominanta.
Dnes již majestátný dub byl původně vysazen na dvoře německého (přesněji bavorského) statku u cesty z Pily (Seeg) do Lískovce (Grafenried). Obě tyto dnes již zaniklé osady připadly k Čechám po úpravě hranic v roce 1764. Po poválečném vysídlení Němců z Československa byly již jen minimálně dosídleny a po zřízení hraničního pásma v 50. letech byl jejich osud zpečetěn.

Památný strom tak připomíná často i nesnadná soužití národů v pohraničí. Dub byl pojmenován po lesníkovi Čepičkovi z Nové Hutě u Nemanic, který sloužil ve zdejším revíru a nedaleko stromu tragicky zahynul. Důvodem pro zařazení stromu mezi památné stromy nebyly pouze jeho úctyhodné rozměry, ale především snaha místních obyvatel mít
možnost o strom náležitě pečovat.

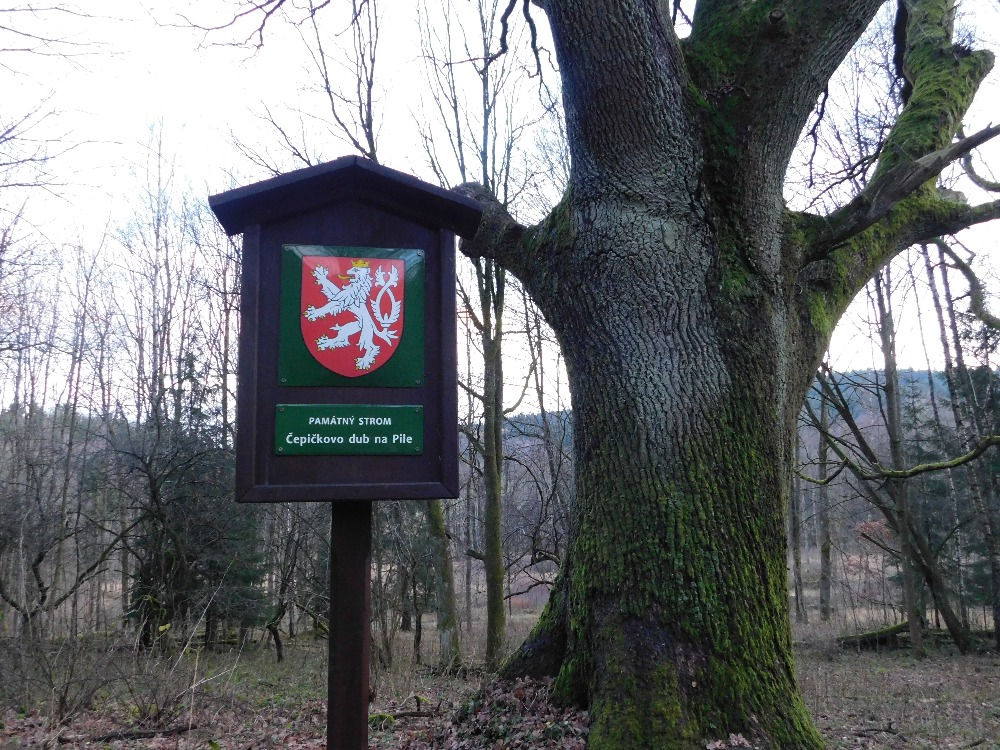
Pohled na kmen listopad 2017
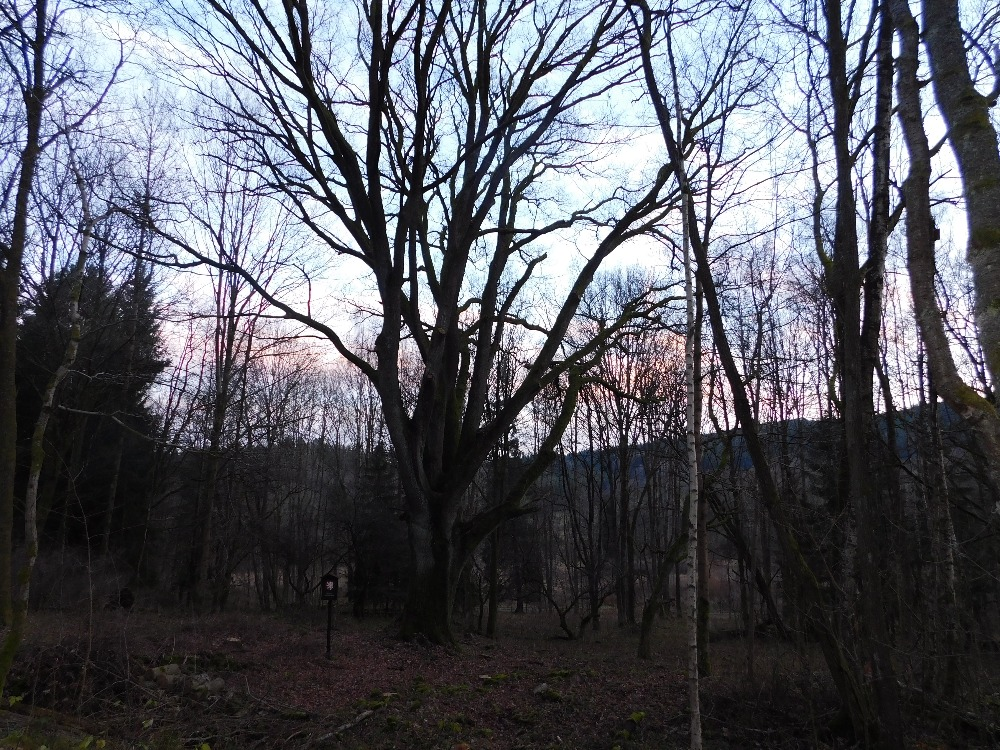
Celkový pohled listopad 2017

## Stromy v okolí (do 5 km)
Grafenriedské lípy (1.7 km)

Nemanické duby (2.6 km)

Vranovské jasany (4.2 km)

Nuzarovská lípa (4.6 km)

Vranovské jilmy (5.0 km)